# Hands to Heaven
Hands to Heaven är en singel av musikgruppen  Breathe utgiven 1987. Breathe släppte albumet All That Jazz år 1988.

## Listplaceringar
| Lista (1988)   | Topplacering |
| -------------- | ------------ |
| Norge          | 4            |
| Nya Zeeland    | 10           |
| Storbritannien | 4            |
| Sverige        | 14           |